# Dumalag
Dumalag es un municipio filipino de cuarta clase, perteneciente a la provincia de Cápiz, en las Bisayas Occidentales.

## Historia
El pueblo fue fundado en 1595. Hacia mediados del siglo XIX, el lugar, que incluía en su jurisdicción civil el de Tapaz, tenía contabilizada una población total de 9522 habitantes, repartidos en 1587 casas. Aparece descrito en el segundo volumen del Diccionario geográfico, estadístico, histórico de las Islas Filipinas (1851) de Manuel Buzeta Núñez y Felipe Bravo con las siguientes palabras:

DUMALAG: pueblo, que forma jurisd. civil y ecl. con el de Tapas, en la isla de Panay, prov. de Capiz, dióc. de Cebú; hállase sit. en los 125° 58' long., 11° 14' lat., á la orilla der. del r. Panay, en terreno llano y clima cálido y saludable. Fué fundado en 1595, y en el dia tiene como unas 1,587 casas, en general de sencilla construccion, distinguiéndose entre ellas la casa parroquial y la del tribunal ó de justicia, donde se halla la cárcel. Hay escuela de primeras letras, á la que concurren muchos alumnos, y está dotada de los fondos de comunidad; é igl. parr., bajo la advocacion de San Martin, servida por un cura regular. Inmediato á esta se encuentra el cementerio, que es bastante capaz y ventilado. Los caminos son regulares, comunicándose por medio de ellos y de algunas calzadas con los pueblos inmediatos, y recibiendo el correo de la cabecera (Capiz, de la que dista unas 8 leg.), en dias indeterminados. Su term. confina por E. con el del Pueblo de Dumarao, dist. 2 leg., y con el r. Panay; por N. con el térm. de Dao, cuyo pueblo dista tambien unas 2 leg.; por S. con los montes que forman el límite entre la prov. de Iloilo y la de Capiz, y por O. con el térm. de Mamburao, dist. unas 3 leg. El terreno es bastante montuoso, aunque fértil y productivo; en él hay algunas minas de oro, pero estas dejan poca utilidad á los naturales, los que conociendo mejor que los de otros pueblos sus propios intereses, prefieren la labranza de las tierras y cultivo de sus granos y plantíos á la estraccion y beneficio de este metal seductor. La principal ind., por consiguiente, consiste en la agricultura. Además del corto número de los habitantes, que se emplean en labar las arenas para sacar el oro, hay otros que se dedican á la corta de las maderas, asi como las mujeres se dedican al tejido de telas de algodon y abaca, que les sirven para los usos domésticos. prod. arroz en abundancia, maiz, algodon, tabaco, café, cacao, lentejas y frutas; en sus moentes se cria escelente madera de construccion y caza mayor y menor, como búfalos, javalíes, etc. com.: el r. Panay es de gran utilidad para los hab. de este pueblo; por él hacen una gran esportacion de arroz, y conducen tambien las maderas, que tanto abundan en sus montes, hasta el mismo puerto. Hay tambien alguna importacion de los art. de que carecen. pobl. 9,522 alm., y 2,185 trib., inclusos los de su anejo Tapaz, que ascienden á 21,850 rs. plata, equivalentes á 54,625 rs. vn.
(Buzeta y Bravo, 1851, pp. 27-28)

En 2020, tenía censados 30 098 habitantes.